# Elecciones municipales de Utcubamba de 2018
Las elecciones municipales de Utcubamba de 2018 se llevaron a cabo el 7 de octubre de 2018 para elegir al alcalde y al Concejo Provincial de Utcubamba para el periodo 2019-2022. La elección se celebró simultáneamente con elecciones regionales y municipales (provinciales y distritales) en todo el Perú.
El movimiento Sentimiento Amazonense Regional logró mantener el control de la alcaldía provincial con la victoria de su candidato, Hidelfonso Guevara, alcalde en funciones de Lonya Grande, pese a la vacancia del anterior alcalde, Manuel Izquierdo, debido a irregularidades en su gestión. Segundo Hernández, del Movimiento Regional Amazonense Unidos al Campo, mejoró su desempeño en comparación con elecciones anteriores, quedando nuevamente en segundo lugar y aumentando ligeramente su representación en el concejo provincial. Por su parte, el Movimiento Regional Fuerza Amazonense, con Felipe Castillo, y el Movimiento Independiente Surge Amazonas, liderado por Jorge Mera, mantuvieron su presencia en el concejo.
Sentimiento Amazonense Regional se consolidó nuevamente como la fuerza más votada en las elecciones distritales, logrando el control de tres concejos y mejorando ligeramente sus resultados generales. Sin embargo, perdió el dominio de Cajaruro, el distrito más poblado, que fue ganado por Alianza para el Progreso, la tercera fuerza más votada en la provincia. Este triunfo marcó un hito al ser la primera vez desde 2006 que un partido político nacional en solitario conquistó una alcaldía distrital en Utcubamba. El Movimiento Independiente Surge Amazonas, la segunda fuerza más votada, obtuvo el control de dos concejos distritales, incluido Lonya Grande, el segundo distrito más poblado.

## Sistema electoral
La Municipalidad Provincial de Utcubamba es el órgano administrativo y de gobierno de la provincia de Utcubamba. Está compuesta por el alcalde y el Concejo Provincial.
La votación del alcalde y el concejo se realiza en base al sufragio universal, que comprende a todos los ciudadanos nacionales mayores de dieciocho años, empadronados y residentes en la provincia de Utcubamba y en pleno goce de sus derechos políticos, así como a los ciudadanos no nacionales residentes y empadronados en la provincia de Utcubamba. No hay reelección inmediata de alcaldes.
El Concejo Provincial de Utcubamba está compuesto por 11 regidores elegidos por sufragio directo para un período de cuatro (4) años, en forma conjunta con la elección del alcalde (quien lo preside). La votación es por lista cerrada y bloqueada. Se asigna a la lista ganadora los escaños según el método d'Hondt o la mitad más uno, lo que más le favorezca. Es elegido como alcalde el candidato que ocupe el primer lugar de la lista que haya obtenido la más alta votación.

## Composición del Concejo Provincial de Utcubamba
La siguiente tabla muestra la composición del Concejo Provincial de Utcubamba antes de las elecciones.
| Partidos | Partidos                                       | Regidores |
| -------- | ---------------------------------------------- | --------- |
|          | Sentimiento Amazonense Regional                | 7         |
|          | Movimiento Regional Amazonense Unidos al Campo | 1         |
|          | Todos Somos Amazonas                           | 1         |
|          | Movimiento Regional Fuerza Amazonense          | 1         |
|          | Movimiento Independiente Surge Amazonas        | 1         |

## Partidos y candidatos
A continuación se muestra una lista de los principales partidos y alianzas electorales que participaron en las elecciones:
| Candidatura | Candidatura | Partidos y alianzas                                                  | Candidato | Candidato                  | Ideología                                                          | Resultado previo | Resultado previo | Ref.  |
| Candidatura | Candidatura | Partidos y alianzas                                                  | Candidato | Candidato                  | Ideología                                                          | Votos (%)        | Reg.             | Ref.  |
| ----------- | ----------- | -------------------------------------------------------------------- | --------- | -------------------------- | ------------------------------------------------------------------ | ---------------- | ---------------- | ----- |
|             | GH          | Lista - Sentimiento Amazonense Regional (GH)                         |           | Hidelfonso Guevara Honores | Regionalismo amazonense                                            | 22.01%           | 7                | [ 4 ] |
|             | MORAUAC     | Lista - Movimiento Regional Amazonense Unidos al Campo (MORAUAC)     |           | Segundo Hernández Vásquez  | Regionalismo amazonense                                            | 21.67%           | 1                | [ 4 ] |
|             | ECA         | Lista - Movimiento Político Regional Energía Comunal Amazónica (ECA) |           | Polidoro Sorogastúa Damián | Regionalismo amazonense                                            | 19.97%           | 1                | [ 4 ] |
|             | FA          | Lista - Movimiento Regional Fuerza Amazonense (FA)                   |           | Felipe Castillo Sánchez    | Regionalismo amazonense                                            | 14.18%           | 1                | [ 4 ] |
|             | SA          | Lista - Movimiento Independiente Surge Amazonas (SA)                 |           | Jorge Mera Alarcón         | Regionalismo amazonense                                            | 14.15%           | 1                | [ 4 ] |
|             | APP         | Lista - Alianza para el Progreso (APP)                               |           | Wilis Tantalean Pizarro    | Liberalismo económico Conservadurismo liberal Populismo de derecha | 1.30%            | 0                | [ 4 ] |
|             | FA          | Lista - Frente Amplio (FA)                                           |           | Carlos Turriate Rojas      | Socialismo Ecologismo Descentralización                            | 0.49%            | 0                | [ 4 ] |
|             | Frepap      | Lista - Frente Popular Agrícola del Perú (Frepap)                    |           | Kety Cubas Hurtado         | Israelismo Fundamentalismo cristiano Populismo                     | Nuevo            | Nuevo            | [ 4 ] |
|             | FP          | Lista - Fuerza Popular (FP)                                          |           | Jorge Contreras Chávez     | Fujimorismo Conservadurismo social Populismo de derecha            | Nuevo            | Nuevo            | [ 4 ] |
|             | PL          | Lista - Perú Libertario (PL)                                         |           | Segundo Montalvo Cubas     | Socialismo del siglo XXI Marxismo-leninismo Mariateguismo          | Nuevo            | Nuevo            | [ 4 ] |

## Resultados

### Sumario general
|                        |                                                              |              |              |              |           |           |
| Partidos y coaliciones | Partidos y coaliciones                                       | Voto popular | Voto popular | Voto popular | Regidores | Regidores |
| Partidos y coaliciones | Partidos y coaliciones                                       | Votos        | %            | +/−          | Total     | +/−       |
|                        | Sentimiento Amazonense Regional (GH)                         | 13,917       | 26.46        | +4.45        | 7         | ±0        |
|                        | Movimiento Regional Amazonense Unidos al Campo (MORAUAC)     | 12,187       | 23.17        | +1.50        | 2         | +1        |
|                        | Movimiento Regional Fuerza Amazonense (FA)                   | 10,553       | 20.06        | +5.88        | 1         | ±0        |
|                        | Movimiento Independiente Surge Amazonas (SA)                 | 6,167        | 11.72        | –2.43        | 1         | ±0        |
|                        | Movimiento Político Regional Energía Comunal Amazónica (ECA) | 4,381        | 8.33         | n/a          | 0         | –1        |
|                        | Fuerza Popular (FP)                                          | 1,944        | 3.70         | Nuevo        | 0         | ±0        |
|                        | Alianza para el Progreso (APP)                               | 1,794        | 3.41         | +2.11        | 0         | ±0        |
|                        | Perú Libertario (PL)                                         | 883          | 1.68         | Nuevo        | 0         | ±0        |
|                        | Frente Amplio (FA)                                           | 441          | 0.84         | +0.35        | 0         | ±0        |
|                        | Frente Popular Agrícola del Perú (Frepap)                    | 339          | 0.64         | Nuevo        | 0         | ±0        |
|                        |                                                              |              |              |              |           |           |
| Total                  | Total                                                        | 52,606       |              |              | 11        | ±0        |
|                        |                                                              |              |              |              |           |           |
| Votos válidos          | Votos válidos                                                | 52,606       | 85.33        | +9.17        |           |           |
| Votos en blanco        | Votos en blanco                                              | 3,583        | 5.81         | +0.20        |           |           |
| Votos nulos            | Votos nulos                                                  | 5,461        | 8.86         | –9.26        |           |           |
| Votos emitidos         | Votos emitidos                                               | 61,650       | 73.81        | –6.02        |           |           |
| Abstenciones           | Abstenciones                                                 | 21,879       | 26.19        | +6.02        |           |           |
| Votantes registrados   | Votantes registrados                                         | 83,529       |              |              |           |           |
|                        |                                                              |              |              |              |           |           |
| Fuente:                |                                                              |              |              |              |           |           |

### Concejo Provincial de Utcubamba
| Cargo                            | Autoridad electa           | Partido político | Partido político                               |
| -------------------------------- | -------------------------- | ---------------- | ---------------------------------------------- |
| Alcalde Provincial de Utcubamba  | Hidelfonso Guevara Honores |                  | Sentimiento Amazonense Regional                |
| Regidor Provincial de Utcubamba  | Óscar Barón Fernández      |                  | Sentimiento Amazonense Regional                |
| Regidor Provincial de Utcubamba  | Alan García Pérez          |                  | Sentimiento Amazonense Regional                |
| Regidor Provincial de Utcubamba  | Elías Díaz Benavides       |                  | Sentimiento Amazonense Regional                |
| Regidora Provincial de Utcubamba | Yully Merino Pinedo        |                  | Sentimiento Amazonense Regional                |
| Regidor Provincial de Utcubamba  | Gerardo Cabrera Sánchez    |                  | Sentimiento Amazonense Regional                |
| Regidor Provincial de Utcubamba  | Dilger Ruiz Fernández      |                  | Sentimiento Amazonense Regional                |
| Regidora Provincial de Utcubamba | Anahís García Alvarado     |                  | Sentimiento Amazonense Regional                |
| Regidor Provincial de Utcubamba  | Juan Palacios Cubas        |                  | Movimiento Regional Amazonense Unidos al Campo |
| Regidor Provincial de Utcubamba  | Henry Guayama Flores       |                  | Movimiento Regional Amazonense Unidos al Campo |
| Regidor Provincial de Utcubamba  | Wilmer Medina Ortiz        |                  | Movimiento Regional Fuerza Amazonense          |
| Regidor Provincial de Utcubamba  | Antonio Politi Abad        |                  | Movimiento Independiente Surge Amazonas        |

## Elecciones municipales distritales

### Sumario general
| Partidos y coaliciones | Partidos y coaliciones                                       | Voto popular | Voto popular | Voto popular | Alcaldías | Alcaldías |
| Partidos y coaliciones | Partidos y coaliciones                                       | Votos        | %            | +/−          | Total     | +/−       |
| ---------------------- | ------------------------------------------------------------ | ------------ | ------------ | ------------ | --------- | --------- |
|                        | Sentimiento Amazonense Regional (GH)                         | 7,397        | 25.25        | +0.86        | 3         | +1        |
|                        | Movimiento Independiente Surge Amazonas (SA)                 | 4,626        | 15.79        | +0.97        | 2         | +2        |
|                        | Alianza para el Progreso (APP)                               | 4,531        | 15.47        | +14.54       | 1         | +1        |
|                        | Movimiento Regional Amazonense Unidos al Campo (MORAUAC)     | 4,140        | 14.13        | –5.74        | 0         | –3        |
|                        | Movimiento Regional Fuerza Amazonense (FA)                   | 4,133        | 14.11        | –2.62        | 0         | –2        |
|                        | Movimiento Político Regional Energía Comunal Amazónica (ECA) | 2,783        | 9.50         | n/a          | 0         | ±0        |
|                        | Fuerza Popular (FP)                                          | 1,400        | 4.78         | Nuevo        | 0         | ±0        |
|                        | Perú Libertario (PL)                                         | 283          | 0.97         | Nuevo        | 0         | ±0        |
|                        | Vamos Perú (VP)                                              | 3            | 0.01         | Nuevo        | 0         | ±0        |
|                        |                                                              |              |              |              |           |           |
| Total                  | Total                                                        | 29,296       |              |              | 6         | ±0        |
|                        |                                                              |              |              |              |           |           |
| Votos válidos          | Votos válidos                                                | 29,296       | 87.30        | +15.83       |           |           |
| Votos en blanco        | Votos en blanco                                              | 2,413        | 7.19         | +1.92        |           |           |
| Votos nulos            | Votos nulos                                                  | 1,848        | 5.51         | –17.75       |           |           |
| Votos emitidos         | Votos emitidos                                               | 33,557       | 74.18        | –7.33        |           |           |
| Abstenciones           | Abstenciones                                                 | 11,679       | 25.82        | +7.33        |           |           |
| Votantes registrados   | Votantes registrados                                         | 45,236       |              |              |           |           |
|                        |                                                              |              |              |              |           |           |
| Fuente:                |                                                              |              |              |              |           |           |

### Resultados por distrito
La siguiente tabla enumera el control de los distritos de la provincia de Utcubamba. El cambio de mando de una organización política se resalta del color de ese partido.
| Distrito     | Alcalde titular              | Partido político | Partido político                | Alcalde electo          | Partido político | Partido político                |
| ------------ | ---------------------------- | ---------------- | ------------------------------- | ----------------------- | ---------------- | ------------------------------- |
| Cajaruro     | Felipe Castillo Sánchez      |                  | Sentimiento Amazonense Regional | Hildebrando Tineo Díaz  |                  | Alianza para el Progreso        |
| Cumba        | Florlandia Gonzales Barboza  |                  | Unidos al Campo                 | Elvis Ramos Guevara     |                  | Sentimiento Amazonense Regional |
| El Milagro   | Belisario Delgado Angaspilco |                  | Sentimiento Amazonense Regional | René Vargas Coronel     |                  | Sentimiento Amazonense Regional |
| Jamalca      | Arístides Gonzales Saavedra  |                  | Unidos al Campo                 | Edinson Urbina López    |                  | Surge Amazonas                  |
| Lonya Grande | Juanito Vásquez Cervera      |                  | Unidos al Campo                 | Segundo Ticlla Hidrogo  |                  | Surge Amazonas                  |
| Yamón        | Wilmer Pérez Vásquez         |                  | Fuerza Amazonense               | Gilberto Arévalo Torres |                  | Sentimiento Amazonense Regional |